# ChampionChip

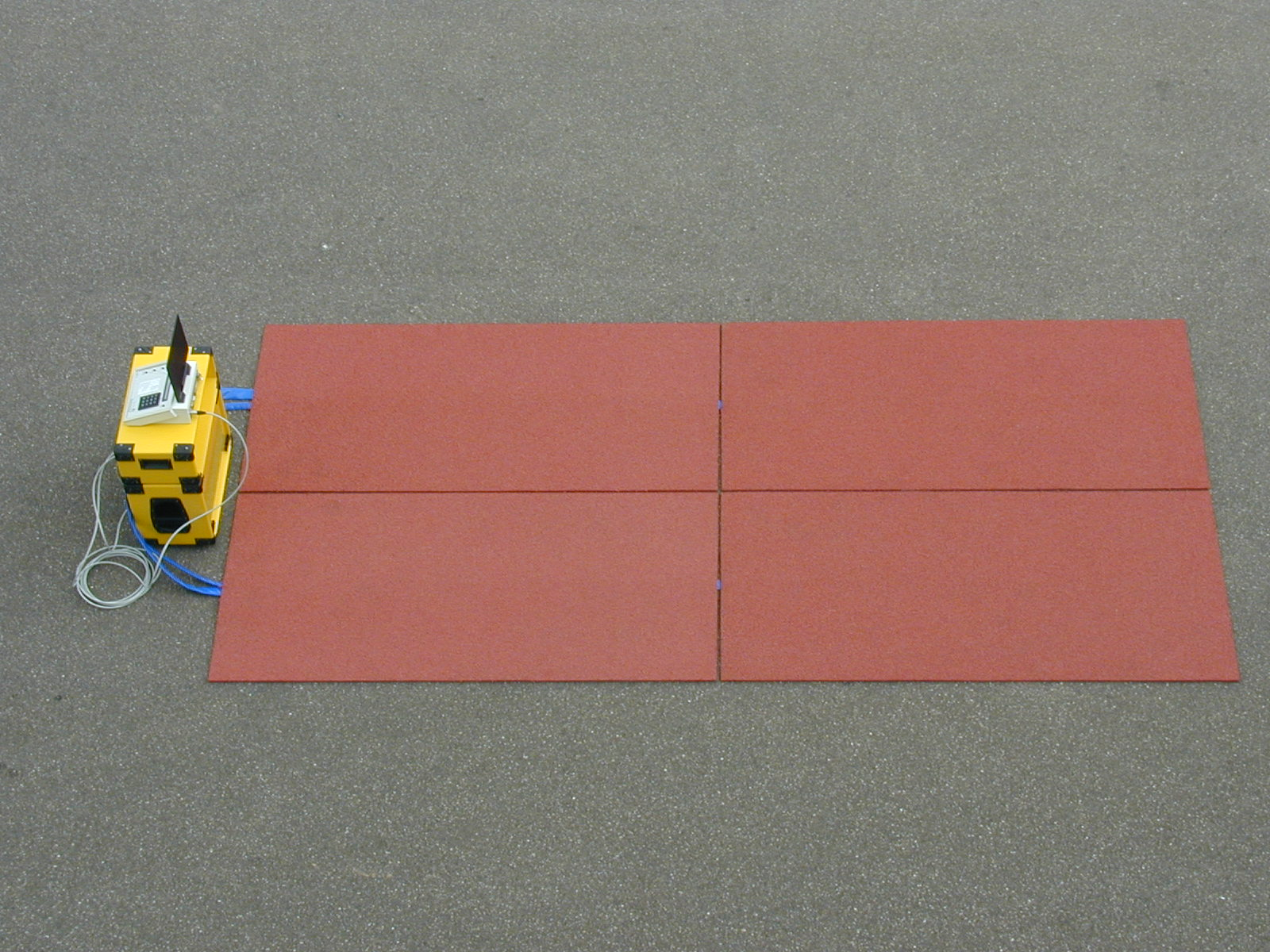
Het systeem van ChampionChip (de sporter draagt de chip op een van zijn schoenen)

ChampionChip is de merknaam van een soort RFID-transponders, gemarkeerd met een uniek identificatienummer, die gebruikt worden tijdens sportevenementen om de tijd van concurrerende deelnemers bij te houden.
ChampionChip transponders zijn waterdichte, glazen capsules die een silicium chip en een spoeltje bevatten. Deze spoel is inactief tot het moment dat het in een magnetisch veld treedt. Dit wordt gegenereerd door een antenne in een mat (wordt gebruikt om het beginpunt en de finish van de wedstrijd aan te geven). Wanneer de transponder in een veld is gekomen, zendt het het unieke identificatienummer naar de antenne in de mat.
Transpondertiming wordt over de hele wereld bij evenementen gebruikt, inclusief hardloopwedstrijden, marathons, triatlons, fiets- en mountainbikecompetities, in-line skating en langlaufen. De chips worden vaak gebruikt voor bepaalde geplande evenementen. Ook worden de chips gekocht door deelnemers aan evenementen na succesvolle ervaringen met de ChampionChip-matten (de chips kunnen niet worden gebruikt bij andere timingsystemen). Wanneer iemand een chip koopt wordt het identificatienummer opgeslagen in een database voor een ander evenement.
In het algemeen wordt transpondertiming alleen gebruikt op grotere evenementen, met meer dan 1000 deelnemers. Voor kleinere evenementen is het minder duur om handbediende computers te gebruiken om de tijd van de deelnemers bij te houden.
Het bedrijf startte in Nijmegen in 1993 door een groep studenten, om het bijhouden van de tijden tijdens de Zevenheuvelenloop te verbeteren. In 2008 fuseerde ChampionChip met AMB onder een nieuwe naam, genaamd MYLAPS Sports Timing.